# Rezerwat przyrody Jedlina (województwo podkarpackie)
Rezerwat przyrody Jedlina – rezerwat przyrody w miejscowości Nowe Sioło, w gminie Cieszanów, w powiecie lubaczowskim (województwo podkarpackie). Jest położony na terenie leśnictwa Załuże (Nadleśnictwo Lubaczów).
- numer według rejestru wojewódzkiego – 45
- powierzchnia – 67,17 ha[1] (akt powołujący podawał 66,97 ha)
- dokument powołujący – M.P. z 1995 r. nr 5, poz. 80
- rodzaj rezerwatu – leśny[1][3]

- typ rezerwatu – fitocenotyczny

- podtyp rezerwatu – zbiorowisk leśnych

- typ ekosystemu – leśny i borowy

- podtyp ekosystemu – lasów nizinnych

- przedmiot ochrony (według aktu powołującego) – starodrzew jodłowy[1][3]

Głównym zbiorowiskiem leśnym jest grąd subkontynentalny występujący tu w trzech podzespołach, w tym w dość rzadkim podzespole z drzewostanem jodłowym. Rosną tu okazy jodły o rozmiarach pomnikowych (pierśnica do 1 m).